# Ainara LeGardon
Ainara LeGardon (Bilbao, 1976) es una artista española conocida principalmente por su aportación al rock independiente y la experimentación sonora. Combina su trabajo musical con la docencia, en el campo de la Gestión Cultural y la Propiedad Intelectual.

## Trayectoria
Siendo su primer concierto en 1991, saltó al panorama musical a través del cuarteto salmantino Onion, del que era vocalista, guitarrista y compositora de todas sus piezas,  hasta su disolución en 2003. Con Onion llegó a publicar tres álbumes e incluir canciones en obras cinematográficas como, entre otras, Abre los ojos de Alejandro Amenábar (1997).
En 2003, comenzó su trayectoria en solitario con "In the mirror", ofreciendo desde entonces conciertos en escenarios de Francia, Italia, Bélgica, Holanda, Alemania y Estados Unidos.
Funda su propia discográfica en 2003, Winslow Lab, y forma parte desde entonces de la escena musical más vanguardista.
A lo largo de estos años, ha realizado numerosas colaboraciones con otros artistas, destacando "Pequeños trastornos sin importancia" y "Las leyes del equilibrio" de Julio de la Rosa. Mantiene también un proyecto en paralelo con Álvaro Barriouso, Archipiel, y forma parte del grupo multidisciplinar maDam, dedicado a la improvisación libre. 

## Obra
- 2003 — "In the mirror". Winslow Lab.
- 2005 — “Each day a lie”. Winslow Lab.
- 2009 — "Forgive me if I don´t come home to sleep tonight”. Winslow Lab.
- 2011 — “We once wished”. Winslow Lab / Aloud Music LTD.
- 2014 — "Every Minute". Winslow Lab / Aloud Music LTD.

Otros
- 1995 — HáwaiiQuz (Onion). Jabalina.
- 1997 — Between Baum & Wolle (Onion). Jabalina.
- 1998 — Sick of you (Onion). Jabalina.
- 2000 — Stand by for a disaster (Onion). Sheer Rec.
- 2012 — maDam en el Molino Rojo. Colectivo maDam.

Libros
- LEGARDON, Ainara; GARCÍA ARISTEGUI, David. SGAE: El monopolio en decadencia. Bilbao: consonni, 2016.